# Борец (сквер)
Сквер Борец — сквер в районе Ново-Переделкино Западного административного округа Москвы, расположенный между домами 33 и 35 по Боровскому шоссе.
Название присвоено безымянному скверу постановлением Правительства Москвы от 1 июня 2021 года. Выбор названия обусловлен нахождением сквера рядом со спортивной школой «Борец».